# Годехарт II фон Драхенфелс
Годехарт II фон Драхенфелс (на немски: Godehart II von Drachenfels; * пр. 1458; † 3 август 1457) е от 1455 г. бургграф на замък Драхенфелс на Среден Рейн близо до Бон в планината Зибенгебирге и господар на Олбрюк в Рейнланд-Пфалц.
Той е син на бургграф Йохан фон Драхенфелс, магистрат на Льовенберг († 1454/1455) и съпругата му Маргарета фон Вефелингхофен († сл. 1445), дъщеря на Фридрих II фон Вефелингхофен-Гребен († 1428) и Ирмгард фон Бройч († 1400). Внук е на бургграф Готфрид I фон Драхенфелс († 1428) и Аделхайд Шайфарт фон Мероде († 1407).
Брат е на Хайнрих фон Драхенфелс († 1472), магистрат в Льовенберг, и на Катарина фон Драхенфелс († 1484), омъжена на 11 март 1441 г. за Йохан IV фон Хатцфелд (1412 – 1476).
Фамилията на бургграфовете на Драхенфелс изчезва през 1530 г. с бургграф Хайнрих фон Драхенфелс.

## Фамилия
Годехарт II фон Драхенфелс се жени пр. 1443 г. за Елизабет фон Айх, наследничка на Олдбрюк († 4 май 1457/28 октомври 1458), дъщеря на Петер фон Айх, господар на Олбрюк († сл. 1429) и Гертруд фон Зафенберг († сл. 1444 или 1460). Те имат децата:
- Аполония фон Драхенфелс († 1501 или сл. 8 авхуст 1508), омъжена на 25 март 1477 г. за Ото Валдбот фон Басенхайм († 8 януари 1495/28 юни 1497 или 1498)
- Николаус, бургграф на Дракенфелс, господар на Олбрюк, губернатор на Балденек
- Годехарт III, господар на Олбрюк
- Петер
- Йохан, каноник в „Св. Северин“ в Кьолн
- Аделхайд, омъжена за Фридрих фом Щайн-Шоупф